# 塞克斯方丹
塞克斯方丹（法語：Sexfontaines，法語發音：[sɛksfɔ̃tɛn]）是法国上马恩省的一个市镇，位于该省西部，属于肖蒙区。

## 地理
塞克斯方丹（48°12'4"N, 5°2'22"E）面积20.77 平方千米，位于法国大東部大區上马恩省，该省份为法国东北部内陆省份，北起马恩省和默兹省，西接奥布省，西南接科多尔省，东南接上索恩省，东临孚日省。
与塞克斯方丹接壤的市镇（或旧市镇、城区）包括：布莱西、容什里、瑞泽讷库尔、马尔贝维尔、默尔、奥尔穆瓦-莱塞克斯方丹。

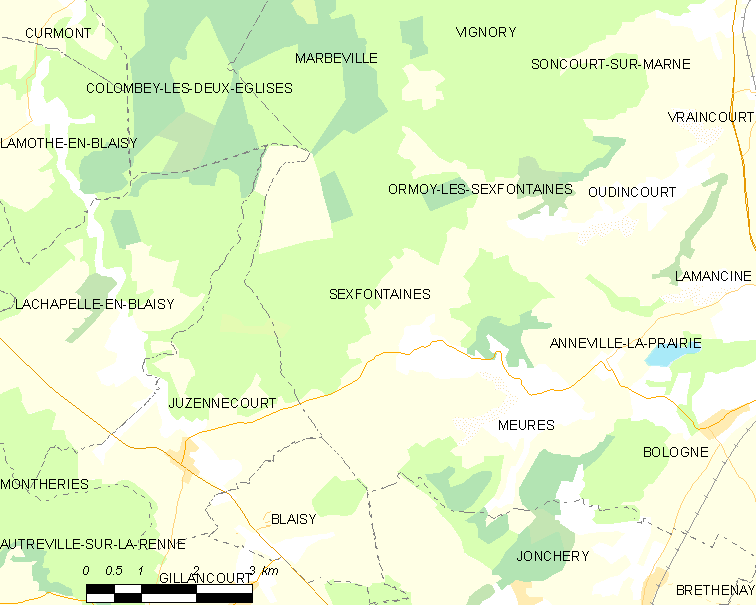
塞克斯方丹的OSM定位图

塞克斯方丹的时区为UTC+01:00、UTC+02:00（夏令时）。

## 行政
塞克斯方丹的邮政编码为52330，INSEE市镇编码为52472。

## 政治
塞克斯方丹所属的省级选区为博洛涅县。

## 人口

1962-2008年间塞克斯方丹人口变化图示

塞克斯方丹于2022年1月1日时的人口数量为151人。